# Zgornje Vodale
Zgornje Vodale so naselje v Občini Sevnica.